# Gabbeh (film)
Gabbeh (in persiano: گبه) è un film del 1996 diretto da Mohsen Makhmalbaf.
Venne proiettato nella sezione Un Certain Regard al Festival di Cannes nel 1996.  Il film fu selezionato per l'Oscar al miglior film in lingua straniera ai Premi Oscar 1998, ma non venne inserito tra i candidati.
Il film venne bandito in Iran in quanto considerato "sovversivo".

## Trama
Una coppia di anziani porta il proprio gabbeh, camminando verso il fiume, nella speranza di lavarlo. Quando il tappeto viene steso a terra ne esce magicamente una ragazza di nome Gabbeh.
In seguito sono mostrati la sua famiglia, suo zio che spera di trovare una sposa e, soprattutto, il suo desiderio per un giovane che spera di sposare.

## Riconoscimenti
- 1996 - Sitges Film Festival
  - Miglior regia e premio della critica
- Singapore International Film Festival
  - Silver Screen Award
- Tokyo International Film Festival
  - Miglior contribuzione artistica

Uno dei 10 film selezionati dai critici – Times (USA) 1996